# Comuna Zorea, raionul Rivne, regiunea Rivne
Zorea (în ucraineană Зоря) este o comună în raionul Rivne, regiunea Rivne, Ucraina, formată din satele Biliv, Dereveane, Dîkiv, Holîșiv, Hrabiv, Novostav, Olîșva, Smorjiv, Starojukiv, Zastavea și Zorea (reședința).

## Demografie
Componența lingvistică a comunei Zorea
     Ucraineană (98,82%)
     Alte limbi (1,08%)
Conform recensământului din 2001, majoritatea populației comunei Zorea era vorbitoare de ucraineană (98,82%), existând în minoritate și vorbitori de alte limbi.